# Charles Le Carpentier
Pour les articles homonymes, voir Le Carpentier.
Charles Louis François Le Carpentier, né le 22 juin 1744 à Pont-Audemer et mort le 22 septembre 1822 à Rouen, est un écrivain artistique et peintre d’histoire, de genre et de paysages français.

## Biographie

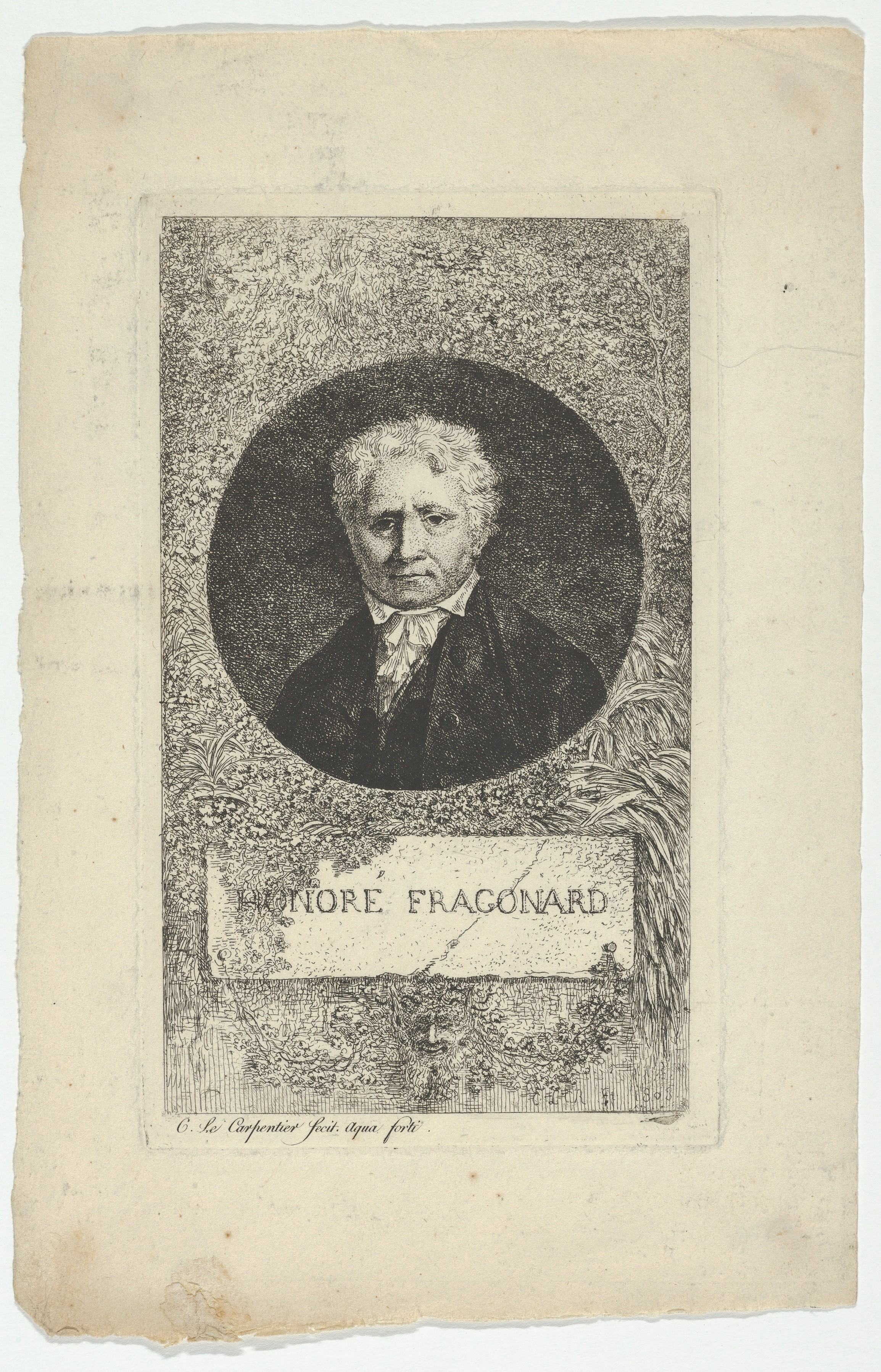
Portrait de Jean-Honoré Fragonard, gravé par Le Carpentier en 1808 (Metropolitan Museum of Art, New York)

Arrivé à l'âge de trois ans à Rouen, Le Carpentier fut, de 1762 à 1766, l’élève de Descamps à l’école des beaux-arts de cette ville où il devait lui-même devenir professeur. Il étudie ensuite à l’école des beaux-arts de Paris sous Doyen.
Revenu à Rouen en 1777, il peint une vaste Vue du port et de la ville de Rouen et dessine des points de vue normands pour l’édition du Voyage pittoresque de la France de Laborde. À la Révolution, il remplace, à sa destitution, le fils de Jean-Baptiste Descamps qui dirigeait l’École des beaux-arts de Rouen fondée par son père. Il participe également à la création du musée des beaux-arts de Rouen en classant, avec son compatriote Lemonnier, les tableaux confisqués aux communautés supprimées par la Constituante. 
Le Carpentier a exposé aux Salons de 1801, 1802 et 1805. Il était membre de la Société d’émulation de Rouen depuis ses débuts, de l’Académie de Rouen depuis 1815 et correspondant de l’Institut en 1822.

## Publications
- Dominico Zampieri dit le Dominiquin, Rouen, F. Baudry, 1813.
- Essai sur le Paysage dans lequel on traite des diverses méthodes pour se conduire dans l’étude du paysage, suivies de courtes notices sur les plus habiles peintres de ce genre, Rouen, s.n., 1816, in-8°.
- Galerie des peintres célèbres : avec des remarques sur le genre de chaque maître, [s.l.n.n], 1821.
- Itinéraire de Rouen, ou guide des voyageurs pour visiter avec intérêt les lieux les plus remarquables de cette Ville et de ses environs, Rouen, F. Baudry, 1816.
- Notice sur François Doyen peintre, Rouen, V. Guilbert, 1809.
- Notice sur Honoré Fragonard, Rouen, V. Guilbert, 1806.
- Notice sur M. Houel : peintre, Rouen, F. Baudry, 1813.
- Simon Vouet, peintre, Rouen, V. Guilbert, [s.d.]